# Drapeau du Belize

Drapeau du gouvernement général du Belize depuis 1981

Le drapeau du Belize est utilisé depuis le 21 septembre 1981 à l'occasion de l'indépendance.

## Description
Les couleurs sont le bleu et le rouge. Le motif central représente deux hommes (l'un métis et l'autre créole, selon l’Encyclopædia Britannica) tenant des outils et soulignés de la devise du pays « Sub ombra floreo » (« Je fleuris à l'ombre »).
Il s'agit du seul drapeau officiel d'État souverain à mettre en évidence des humains de manière claire et distincte (une figure humaine, celle de saint Georges, est incluse, minuscule, dans la croix de George figurée sur le drapeau de Malte ; des humains apparaissent également sur les drapeaux de territoires non indépendants : Montserrat, les îles Vierges britanniques ou encore, de manière stylisée, la Polynésie française).
En 2022, c'est le drapeau comportant le plus de couleurs différentes (douze).

## Anciens drapeaux

Drapeau du Honduras britannique (1919-1981; un drapeau similaire fut utilisé de 1870 à 1919)
Drapeau non officiel du Belize de 1950 à 1981 (à la base du drapeau actuel)